# Félix Hernández
Félix Hernández (ur. 18 kwietnia 1972 w Caracas) – wenezuelski piłkarz występujący najczęściej na pozycji pomocnika.